# Nowa Kamjanka (Lwiw)
Nowa Kamjanka (ukrainisch Нова́ Ка́м'янка; russisch Новая Каменка Nowaja Kamenka, polnisch Kamionka Nowa) ist ein Dorf in der ukrainischen Oblast Lwiw. Es liegt am rechten Ufer der Rata an der Grenze zwischen Male Polissja und Rostotschtschja.
Am 12. Juni 2020 wurde das Dorf ein Teil der neu gegründeten Stadtgemeinde Rawa-Ruska im Rajon Lwiw, bis dahin bildete es zusammen mit den 7 Dörfern Beresyna (Березина), Budy (Буди), Dumy, Krywe (Криве), Moschtschana (Мощана), Olijarnyky (Оліярники) und Pilze (Пільце) die gleichnamige Landratsgemeinde im Rajon Schowkwa.

## Namensbildung
Der Name Kamjanka steht für eine große Menge Steine, die sich insbesondere im Südwesten des Dorfes angesammelt hatten. Die damalige Kamjanka-Woloska nennt man Nowa kamjanka, seitdem dort eine neue Kirche gebaut wurde. Schon vor diesem Zeitpunkt gab es in dieser Ortschaft solche Pfarrgemeinden: Kamjanka-Stare-Selo, Kamjanka-Lisowa, Kamjanka-Lypnyk.

## Geschichte

### Urgeschichte
Aus Funden der Steinzeit (Paläolithikum, Mesolithikum, Neolithikum) schließen Archäologen, dass auf dem Territorium des Dorfes schon längere Zeit Menschen gelebt haben. Werkzeuge aus prähistorischer Zeit wurden sehr oft in den 1960er Jahren gefunden, sobald die Ackerböden durch den Einsatz des Tiefpflügens bearbeitet wurden. Nach 50 cm tiefpflügender Bodenbearbeitung fanden die Bauern merkwürdige Steinartefakte – Werkzeuge ihrer Vorfahren. Seit dieser Zeit sammelten sich viele archäologische Zeugnisse an, die vor ca. 4–7 Jahrtausenden gemacht wurden, und einige, wie z. B. Steinklingen, wahrscheinlich sogar vor 10.000 Jahren hergestellt wurden. Unter den Artefakten waren Werkzeuge aus Feuerstein: Messer, Äxte, Sicheln, Klingen, Meißel, Speerspitzen, Pfeile usw.; aus Stein: Äxte, Faustkeile, Schaber, Hämmer, Messer u. a. Über die Fundgegenstände verfügen heutzutage Amateure, das Schulmuseum in Nowa Kamjanka und das Historische Museum in Lwiw. Diese prähistorischen Zeugnisse der Vergangenheit verleihen dem Dorf einen besonderen Status.

### Dorfgründung
Zum ersten Mal wurde das Dorf im 16. Jahrhundert erwähnt. Es gehörte damals zur Woiwodschaft Bełz. Am 16. Mai 1867 wurde die St.-Theodosius-Kirche festlich geweiht. Die Pfarrei wurde mit der Zustimmung von Iwan Stupnyzkyj – Bischof von Przemyśl – genehmigt. Zu diesem Zeitpunkt hielten die Priester aus den Nachbargemeinden in Nowa Kamjanka Gottesdienste ab.
Der erste Pfarrherr der neugegründeten Pfarrei in Nowa Kamjanka war Wiktor Syrotynskyj (1856–1925). Die nächsten Priester waren: 1925–1928 Mychajlo Wankowytsch, 1928–1945 Wasyl Kulynytsch, 1946–1953 Theodor Solohub, 1953–1962 Orest Lysjak und weitere.
1886 wurde hier die erste Grundschule eröffnet. Die Kinder besuchten je zwei Jahre lang die erste und zweite Klasse. Der damalige Schulleiter war Herr Pryslonskyj und später Roman Jurtschynskyj.
Am 13. November 1887 bekam der Ort einen Eisenbahnanschluss an der Bahnstrecke Lwiw–Schowkwa–Rawa-Ruska mit der Haltestelle in Lypnyk. Das Dorf stand zu dieser Zeit unter der Herrschaft von Jan Tschaikowsky (1813–1897).

### Das 20. Jahrhundert
1904 wurde in Nowa Kamjanka ein Lesesaal von „Proswita“ (Aufklärung) eröffnet.
Am 27. Juni 1941 fand im Dorfzentrum die Schlacht zwischen deutschen und sowjetischen Soldaten statt.
1950 entstand hier die Kolchose.
Am 4. November 1990 wurde ein renoviertes Grab der Sitscher Schützen in Nowa Kamjanka eingeweiht.